# Gespräch

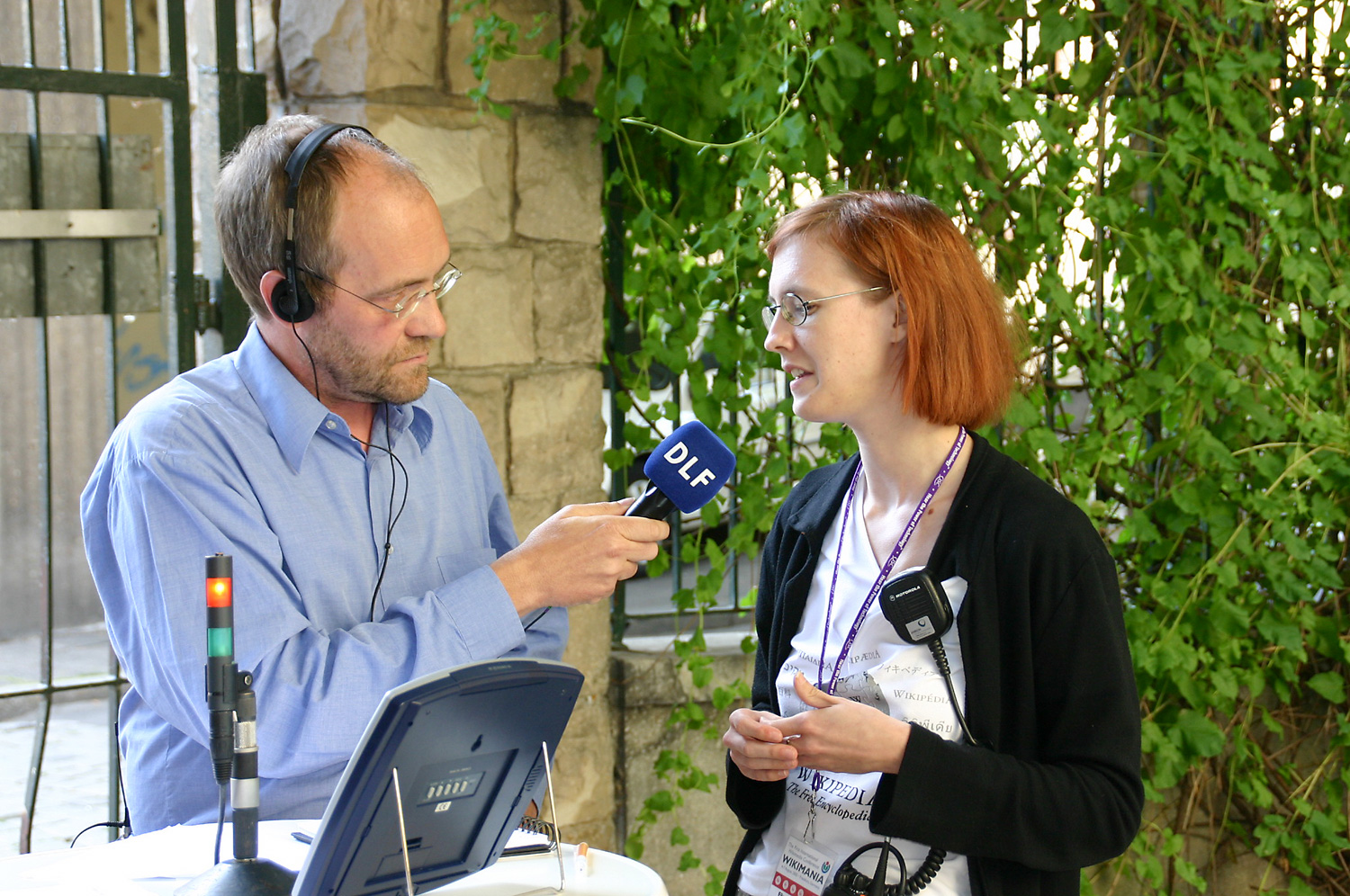
Eine Form des Gesprächs: das Interview

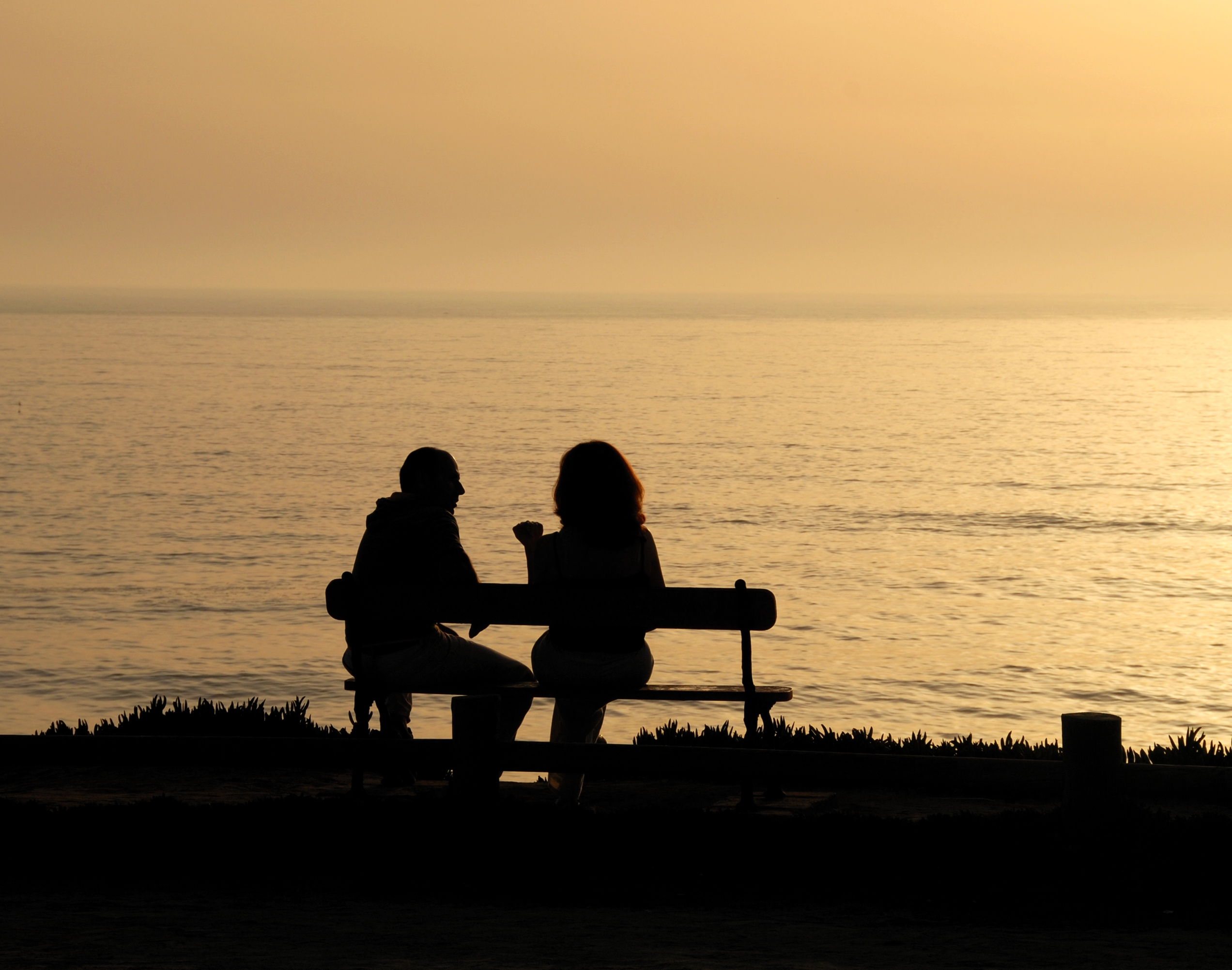
Gespräch zu zweit

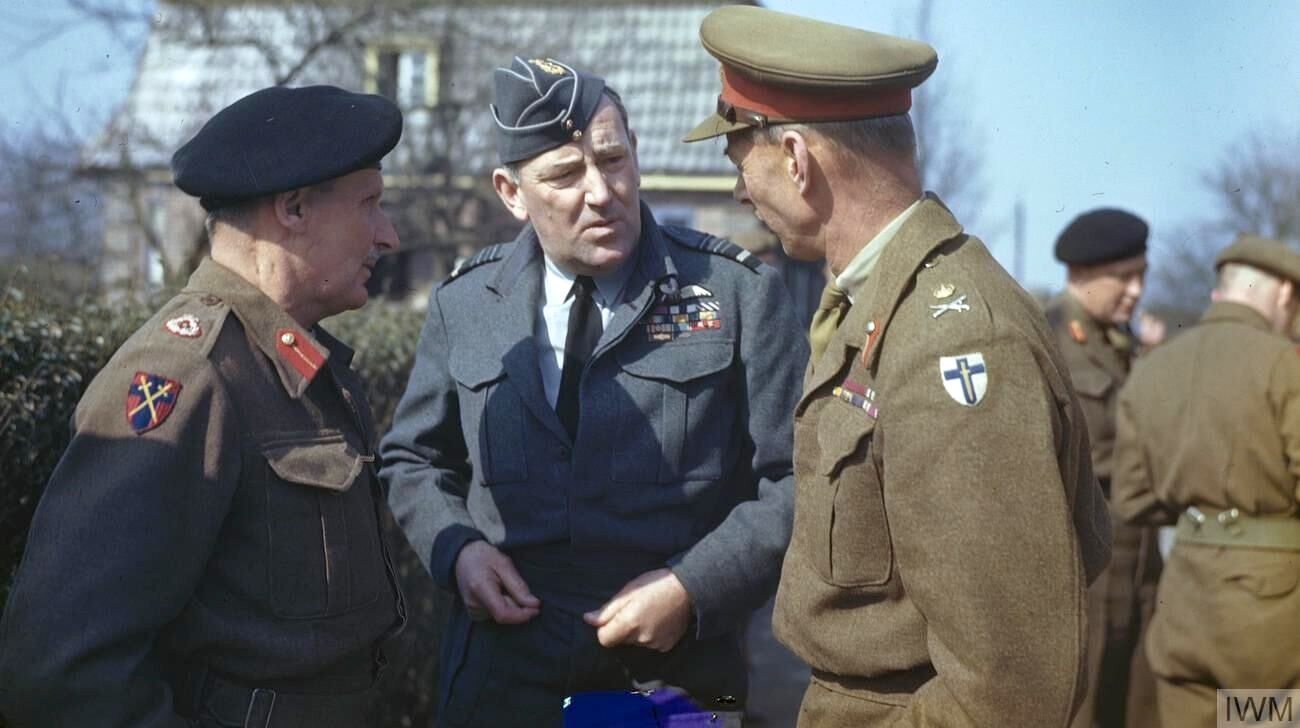
Gespräch zu dritt

Als Gespräch wird allgemein die verbale Kommunikation von Personen untereinander bezeichnet.

## Arten
Unterformen des Gespräches sind zum Beispiel:
- das Arzt–Patient-Gespräch
- die Besprechung
- die Debatte
- der Dialog in seinen verschiedensten Formen:
  - der innerhalb einer Unterhaltung zeitlich begrenzte Monolog
  - das Streitgespräch
- das Dienstgespräch
- die Diskussion
- die Fishbowl (Diskussionsmethode)
- das Geplauder
- das Gequatsche
- das Interview
- die Konversation
- das Mitarbeitergespräch
- die Podiumsdiskussion
- das Telefongespräch
- die Verhandlung
- das Vorstellungsgespräch
- der Workshop

## Allgemeines
Auch wenn das Wort Gespräch abgeleitet ist von sprechen, so sind akustisch-verbale Äußerungen, wie zum Beispiel in einem Präsenzgespräch oder Telefongespräch, nicht zwingende Voraussetzungen für die Definition. Als Beispiel lassen sich hierfür schriftliche Wortwechsel via E-Mail oder ähnlicher hauptsächlich textbasierter Dienste anführen, die eine visualisierte Sprache verkörpern. Ein herkömmlicher Briefwechsel, eine SMS oder ein Chat sind damit schriftliche Entsprechungen des Gespräches. 
Historisch bedingt werden in Antwortbriefen normalerweise nicht die originalen Textpassagen wiederholt bzw. zitiert, auf die der Antwortende reagiert, mit der Begründung, dass der Empfänger ja sehr wohl wisse, was er ursprünglich notiert habe. Dies ist aber eher auf andere Gründe zurückzuführen:
- Die zu zitierenden Aussagen müssten erneut (zeitaufwendig) abgeschrieben werden.
- Es existierten eher wenige gleichzeitig geführte Briefwechsel, die Erinnerung an die einzelnen Aussagen wurde daher nicht durch andere beeinträchtigt.

Dieses Vorgehen hat sich durch technische Machbarkeit vor allem bei elektronisch gestützten schriftlichen Gesprächen geändert, wie z. B. bei E-Mails. Hier wird es als gesprächsförderlich und höflich erachtet, dass man bei Antworten oder Gedankenfortführungen den bisherigen Gedankengang (meist nicht komplett, sondern in relevanten Teilen) zitiert.
Beim Gespräch gibt es die Rolle des Sprechers und die Rolle des Hörers, wobei die Rollen gewechselt werden können. Der Rollenwechsel erfolgt dabei nach inneren oder äußeren Gesprächsregeln. Dazu gehört der Gesprächsablauf. Es besteht aus einer Anfangsphase, der Gesprächsmitte und der Endphase. Innerhalb dieser Phasen wechseln unterschiedliche kleinere Gesprächsstrukturen einander ab, wie Dialog, Monolog, Geplauder, Sprechen, Zuhören und andere. An der Gesprächsausübung sind alle beteiligt.

### Anfangsphase
Die Gesprächseröffnung erfolgt auf unterschiedliche Weise. In jedem Fall findet zunächst eine Kontaktaufnahme statt. Ein normales Gespräch (persönliches oder Präsenz-Gespräch) kann zum Beispiel durch Blickkontakt eingeleitet werden, ein Telefongespräch durch die Annahme des ankommenden Signals, ein formales Gespräch durch eine entsprechende Gesprächsorganisation, Einladung. 
Bei formalen Gesprächen erfolgt eine Festlegung des Gesprächsleiters, zum Beispiel durch Wahl, die Bestimmung eines Protokollführers, gegebenenfalls Maßnahmen, die die Gesprächsatmosphäre günstig beeinflussen sollen, wie das Anbieten von Getränken. Außerdem erfolgt die Einigung auf ein Gesprächsthema. 

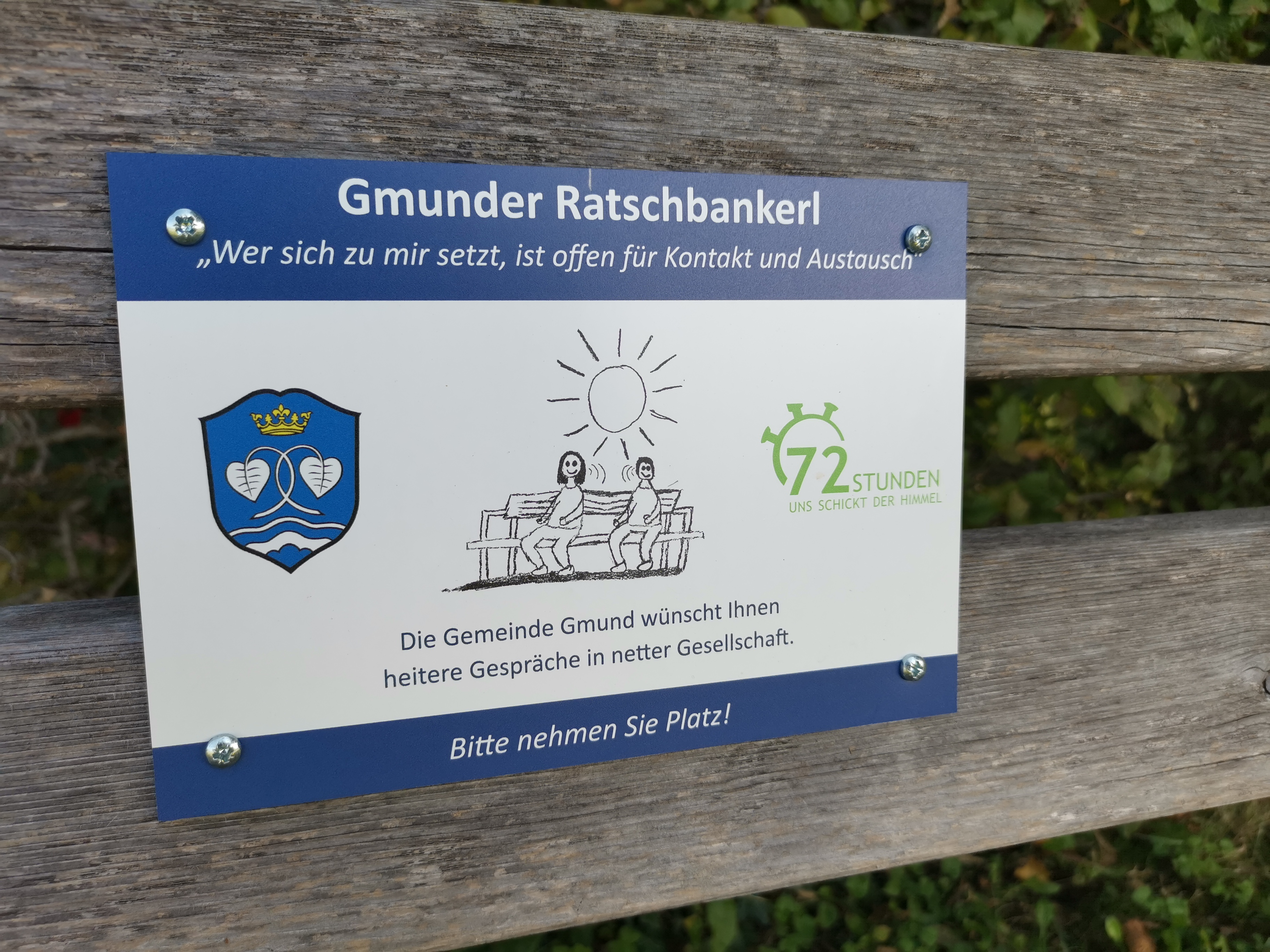
Gmunder Ratschbankerl auf dem Bergfriedhof

In der Anfangsphase entstehen oder zeigen sich die sozialen Beziehungen der Gesprächsteilnehmer und es wird die Grundstimmung des Gesprächs festgelegt. Die Dauer der Eröffnungsphase ist unterschiedlich und kann bis zum kurzen Austausch von Grußfloskeln schrumpfen. Die Anfangsphase hat eine wichtige Funktion und dient der grundlegenden Gesprächsorganisation sowie der Feststellung oder dem Aufbau der Gesprächsbereitschaft der Gesprächspartner.

### Gesprächsmitte
Die Gesprächsmitte dient dem eigentlichen Thema. Es geht zur Sache. Die Gesprächsmitte ist thematisch orientiert, die Gesprächsorganisation hängt von der Art des Gespräches und vom Thema ab. Sie kann durch einen Gesprächsleiter erfolgen oder durch informale Übergabe des Rederechts von einem zum anderen. Dazu dienen entsprechende Floskeln oder Blickkontakte, Pausen und Ähnliches.
Dabei kann es zu Missverständnissen kommen, beispielsweise, wenn der Redner eine kurze Pause macht und ein bisheriger Hörer das Wort ergreift, oder wenn zwei gleichzeitig anfangen, zu sprechen. Dafür gibt es Reparaturmechanismen. So kann man vom Gesprächswunsch zurücktreten, oder der Gesprächsleiter bei formalen Gesprächen trifft die entsprechenden Entscheidungen.
Im Falle erhitzter Gespräche (Streit) ist die Gesprächsführung teilweise problematisch.
Das Thema kann von vornherein festgelegt sein, zum Beispiel bei einem Arbeitsgespräch oder Verkaufsgespräch, oder es kann sich entsprechend der Situation entwickeln. Besonders im zweiten Fall können sich mehrere Themen spontan entwickeln und abwechseln.
Die Frage der Themenlenkung spielt dabei eine wichtige Rolle. Zur Themenlenkung kann eine Aufforderung oder eine Frage eingesetzt werden (auch eine Zwischenfrage).
Wichtig ist, dass sich das Thema dabei in den Gesprächsverlauf einpasst, sonst gibt es Probleme bei den Gesprächspartnern und der Gesprächsfaden kann abreißen.

### Beendigungsphase
Wenn die eigentlichen Gesprächsthemen abgeschlossen sind, folgt eine Beendigungsphase. Es erfolgt ein Beendigungsangebot. Dieses kann explizit erfolgen (Aufforderung, zum Ende zu kommen, Klingelzeichen) oder durch informelle Handlungen, zum Beispiel Blicken nach der Uhr, Einpacken der Schreibutensilien oder Ähnliches. Es wird festgestellt, ob das Thema genügend behandelt wurde oder ob noch offene Fragen bestehen, weitere Gespräche können vereinbart werden, und es erfolgt ein emotionaler und formaler Abschluss des Gespräches. 
Dafür gibt es in jeder Sprache und Gesprächssituation entsprechende Riten, wie den Austausch von Grüßen und das Händereichen. Das Gespräch kann aber auch fortgesetzt werden, wenn das Beendigungsangebot abgelehnt wird.

### Gesprächssteuerung
Da an einem Gespräch mehrere Personen teilnehmen, ist es nötig, die Übernahme der Rollen zu synchronisieren, weil sonst alle durcheinander sprechen würden oder Gesprächsteilnehmer nicht zu Wort kommen. Bei formalen Gesprächen dient dazu zum Beispiel die Tagesordnung oder die Wortmeldung (zum Beispiel durch Handheben), gegebenenfalls eine Redezeitbegrenzung, oder bei ausschweifenden oder vom Thema abweichenden Äußerungen ein Hinweis durch den Gesprächsleiter (vgl. → Moderator (Beruf)).
Die Grundregel ist, dass der Sprechende Rederecht hat, bis er mit seinem Gedanken fertig ist. Anschließend ergreift ein anderer das Wort. Wer das ist, ergibt sich aus dem Gesprächsverlauf und wird im Normalfall auf einfache Weise und unproblematisch ermittelt.
Bei kleineren Gesprächsgruppen ist eine formale Gestaltung des Gesprächsverlaufs oft nicht notwendig. Die Steuerung erfolgt durch Übergabe des Wortes, manchmal auch durch Übernahme (Dazwischensprechen). Während des Gespräches gibt es oft Aufmerksamkeitszeichen bzw. Zeichen der Zustimmung oder Ablehnung, die aber – zumindest bei nicht formellen Gesprächen – nicht als „Dazwischensprechen“ gewertet werden (Nicken, Kopfschütteln, kurze Äußerungen wie „ja“, „hmm!…“, „Ach nein!“ und andere). 
Bei Gesprächen am Telefon sind solche Bemerkungen als Zeichen der Aufmerksamkeit notwendig, um dem Partner zu zeigen, dass der Gesprächskanal noch offen ist. Aber auch bei normalen Gesprächen sind sie oft hilfreich und dienen der Aufrechterhaltung der sozialen Gesprächsbeziehung.
Die Absicht zur Beendigung des Sprechens und zur Übergabe des Wortes an einen Anderen wird vom Sprechenden im Normalfall signalisiert. Dazu können Floskeln dienen: „Was sagst du denn dazu?“, „Ich komme jetzt zum Schluss…“, oder der Sprecher kann einfach aufhören zu reden. Das kann aber leicht mit einer kurzen Pause zum Luftholen oder Gedankenfassen verwechselt werden. Wenn der Redner nicht mit der Gesprächsübernahme durch einen anderen Gesprächspartner einverstanden ist, versucht er, die Situation zu „reparieren“, zum Beispiel mit Floskeln wie „Lass mich bitte aussprechen“ oder „Ich bin noch nicht fertig“. Daraufhin kann ihm der nunmehr Redende das Wort wieder überlassen, oder versuchen, es zu behalten.

## Impulsmethode
Die von Franz Pöggeler entwickelte und sogenannte Impulsmethode, ermöglicht die übertriebene Förmlichkeit eines "reinen" Vortrags wie auch die möglicherweise Formlosigkeit eines in alle Richtungen wuchernden Gesprächs zu vermeiden, indem der Gesprächsleiter ein Referat unterbricht, um Gesprächsteilnehmer zu Wortmeldungen aufzufordern. Das Gespräch wird, weil es sich immer um Kurzgespräche handelt, davor bewahrt, zerredet zu werden.

## Paarigkeit
Oft treten Gesprächsbeiträge paarig auf. Eine Frage erwartet eine Antwort, ein Kompliment eine Reaktion auf das Kompliment, ein Gruß einen entsprechenden Gegengruß, ein Vorschlag erwartet seine Annahme oder Verwerfung. Normalerweise reagieren die Gesprächsteilnehmer adäquat auf solche Wendungen. Das einfache Ignorieren gilt oft als unhöflich. Manchmal, zum Beispiel bei einem Vorschlag, den der Gesprächspartner nicht direkt annehmen will, aber auch nicht ohne Komplikationen ablehnen kann, weicht er aus oder macht Gegenvorschläge. Solche Reaktionen sind vor allem in der Diplomatie häufig.

## Frauengespräch und Männergespräch
Ein Frauengespräch ist eine Unterhaltung einer Gruppe von Menschen weiblichen Geschlechts. Das Gegenstück zum Frauengespräch ist das Männergespräch, welches eine Unterhaltung von Menschen männlichen Geschlechts darstellt. 
Ein solches Gespräch kann zufällig sein, da keine Menschen eines anderen Geschlechts anwesend sind. Es kann jedoch auch durch den bewussten oder unbewussten Ausschluss oder durch Diskriminierung von Personen eines anderen Geschlechts entstehen.

## Kurzgespräch
Sprichwörtliche Kurzgespräche ergeben sich in Alltagssituationen (in der Kneipe, auf der Party, mit Bekannten beim Einkaufen); es handelt sich um "konversationelle Routinen mit der Funktion, sich des fortbestehenden sozialen Kontaktes zu versichern" und sind als phatische Kommunikation bzw. als homileïscher Diskurs kategorial abzusondern von Gesprächssorten, die sich auf die Arbeit der daran Beteiligten beziehen; Gespräche sind demnach entweder arbeitsentlastet oder arbeitsorientiert (wie Werkstatt- oder Laborgespräche, Colloquien, Konferenzen, Beratungen, Anhörungen etc.)